# Kloster Tvis
Das Kloster Tvis (tutta vallis = das sichere Tal) ist eine ehemalige Zisterzienserabtei in Dänemark. Es lag einige Kilometer südöstlich von Holstebro in Jütland auf einer kleinen Insel zwischen den Flüssen Storå und Tvis Å.

## Geschichte

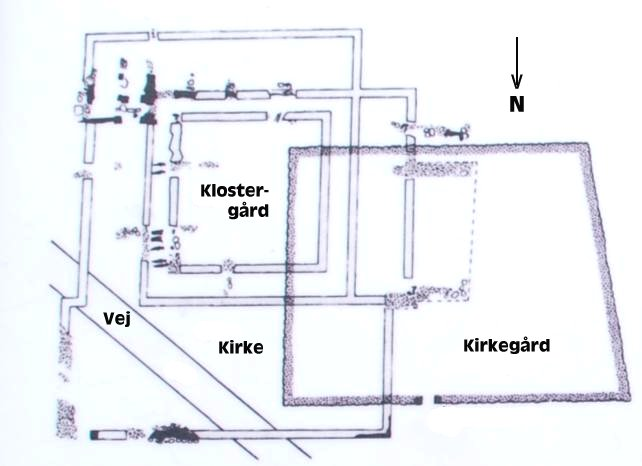
Grundriss des Klosters

Das Kloster wurde 1163 von dem Jarl von Jütland Buris Henriksen, einem Sohn von Henrik Skadelår, gestiftet, der dem Kloster beträchtlichen Grundbesitz um die Stadt Holstebro überließ. Das Kloster Tvis war ein Tochterkloster des Klosters Herrevad in Schonen (heute Schweden), das wiederum eine Filiation von Cîteaux ist. Die ersten Mönche kamen auch aus Herrevad. In den folgenden Jahrhunderten erhielt das Kloster weiteren Grundbesitz. 1308 bestätigte König  Erik Menved die Privilegien des Klosters. 
In der Reformationszeit endete die Existenz des Klosters, hierfür wird das Jahr 1547 angegeben. Der Besitz ging an den letzten Bischof von Ribe Olaf Munk über. Die letzten Mönche durften bis zu ihrem Lebensende wohnen bleiben. 1614 kam das Gut durch die Eheschließung von Olaf Munks Enkelin Anna Munk an Mogens Ulfeldt, später an andere Adelsfamilien. 
Die Klosterkirche soll 1698 abgebrochen worden sein. Im Westflügel wurde eine Pfarrkirche eingerichtet, die jedoch nach Errichtung der neuen Pfarrkirche 1887 ebenfalls abgerissen wurde. Heute sind außer den Grundmauern keine Reste mehr vorhanden.